# Alexandru Locusteanu
Alexandru Locusteanu (n. 1848 – d. 1922) a fost un medic veterinar, președintele Societății de medicină veterinară și al Asociației generale a medicilor veterinari, membru corespondent al Societății Centrale de Medicină Veterinară din Paris și membru onorific al Colegiului veterinar din Londra.
În anul 1879, sub redacția Prof. Al. Locusteanu, a apărut prima revistă de medicină veterinară românească, intitulată Medicul Veterinar.
În 1883, Școala Veterinară a trecut de la Ministerul Instrucțiunii în subordinea Ministerului Agriculturii, iar Alexandru Locusteanu a început demersurile pentru construirea unui local propriu al școlii. În urma noii subordonări, școala a beneficiat de anumite avantaje financiare. La insistențele directorului Alexandru Locusteanu, Ministrul agriculturii de atunci, Ion Câmpineanu, a alocat Școlii Veterinare suma de 300.000 de lei pentru cumpărarea terenului de 3 ha dintre Splaiul Independenței și strada Izvor, pe care s-a ridicat în anul 1885 clădirea principală a școlii, celelalte pavilioane fiind construite ulterior.
La 28 martie 1883, Ministerul Instrucțiunii a decretat Regulamentul pentru organizarea Școalei Superioare de Medicină Veterinară, prin care Școala Veterinară a fost transformată în Școala Superioară de Medicină Veterinară, al cărei director a fost numit profesorul Alexandru Locusteanu. Prin noul Regulament, care a fost în vigoare până în anul 1909, se prevedeau cinci ani de studii, iar sediul s-a stabilit în actuala clădire a Facultății de Medicină Veterinară din Splaiul
Independenței.
În 1885, când a fost depus în Parlament proiectul privind reorganizarea serviciului sanitar care punea în inferioritate morală și materială medicii veterinari, profesorul Gavrilescu împreună cu profesorul Locusteanu au protestat și au demisionat din posturile deținute la Direcția Sanitară, care elaborase proiectul fără consultarea celor doi.
În 1895, împreună cu Nicolae Filip, Alexandru Locusteanu a înființat, pe lângă Școala Superioară de Medicină Veterinară, primul Institut de Zootehnie, care a fost desființat în 1900 și reînființat 30 de ani mai târziu ca Institutul de Cercetări Zootehnice, care a existat pe lângă FMV București până la desființarea sa în 1970.
În luna septembrie 1895 Alexandru Locusteanu împreună cu dr. Ioan Șt. Furtună, a participat la cel de al-VI-lea Congres Internațional de medicină veterinară ținut la Berna, unde cei doi au prezentat lucrări de o excepțională valoare teoretică și practică.

## Opera
Conform bibliografiei românești moderne, întocmită de Biblioteca Academiei Române, de la Alexandru Locusteanu ne-au rămas următoarele lucrări:

### Lucrări proprii
- Cuvântare ținută în Adunarea Asociațiunei generale a Medicilor veterinari Ședințelele dela 25 și 26 Iunie 1915. Organizarea serviciilor veterinare. Acțiunea medicilor diriguitori serviciului sanitar asupra serviciilor veterinare este vătămătoare intereselor țărilor și jignitoare organizării, activității și prestigiului veterinari lor civili și militari. De Profesor-veterinar A. I. Locusteanu, Președintele asociațiunei generale a Medicilor veterinari, Președinte de onoare al societăței de Medicină veterinară, Membru corespondent al societății de Medicină veterinară din Paris și din Londra. Fost: Șef al serviciului Veterinar, al serviciului Zootehnic, Membru în consiliul superior Sanitar aproape 20 ani. Președinte al comisiunei veterinare. Director și Profesor al Școalei superioare de Medicină veterinară etc., etc. București (Inst. de Arte Grafice Universala, Iancu Ionescu), 1916. (24,5 x 19). 23 p. (II 48562)
- Raportu asupra tuberculosei la omu și animalu și asupra măsuriloru ce arù trebui să se ia spre a întempina transmiterea acestei bole de la animale la omu de A. I. Locusténu, Medicu veterinaru și profesoru la scola superioră de medicină veterinară, Membru al colegiului veterinar din Londra, etc. Bucuresci (Tip. Academiei Române (Laboratorii Români)), 1885. (22,5 x 15,5). 23 p. (Estrasu din darea de semă a Primului Congresu alu Mediciloru, Mediciloru-Veterinari și Farmacistiloru Români din 1884, luna Octombrie) (II 247793)

### În colaborare
- De l'emploi de la malléine et spécialement de la morvine A. Babeș en Roumanie. Par Mssrs: A. I. Locusteano, Directeur et professeur à l'Ecole Supérieure de Médecine Vétérinaire de Bucarest, I. St. Furtună, Chef de Service vétérinaire civil, et C. Starcovici, Inspecteur vétérinaire. [București, 1895]. (22,5 x 15,5). 19 p. (II 167253) Descriere după titlul de la începutul textului. Datat după ultimul an menționat în text.
- Organizarea învățămîntului medicinei veterinare în România. Raportori: Profesori A. I. Locusteanu și G. Udriski. [București, 1914]. (23,5 x 16,5). 24 p. (Al III-lea Congres Național de Medicină Veterinară, No. 14) (II 48563)  Descriere după titlul de la începutul textului.

### Prefețe
- Al III-lea Congres Național de Medicină Veterinară. Prefața de Alexandru Locusteanu. București, 1914.

## In memoriam
- În 1924, în curtea actualei Universități de Științe Agronomice și Medicină Veterinară din București, a fost dezvelit bustul lui Alexandru Locusteanu, creat de sculptorul român Oscar Späthe. Pe soclu este înscris următorul text:

| PROFESOR ALEXANDRU LOCUSTEANU 1848 — 1922 CTITOR AL INVATAMANTULUI MEDICAL VETERINAR DIN ROMANlA, PREȘEDINTE AL PRIMEI SOCIETATI DE MEDICINĂ VETERINARA SI AL ASOCIAȚIEI GENERALE A MEDICILOR VETERINARI ASOCIAȚIA GENERALĂ A MEDICILOR VETERINARI DIN ROMANlA |

- Placă memorială amplasată în curtea Universității de Științe Agronomice și Medicină Veterinară din București, pe care este aplicată efigia turnată în bronz a lui Alexandru Locusteanu, sub care este înscris următorul text:

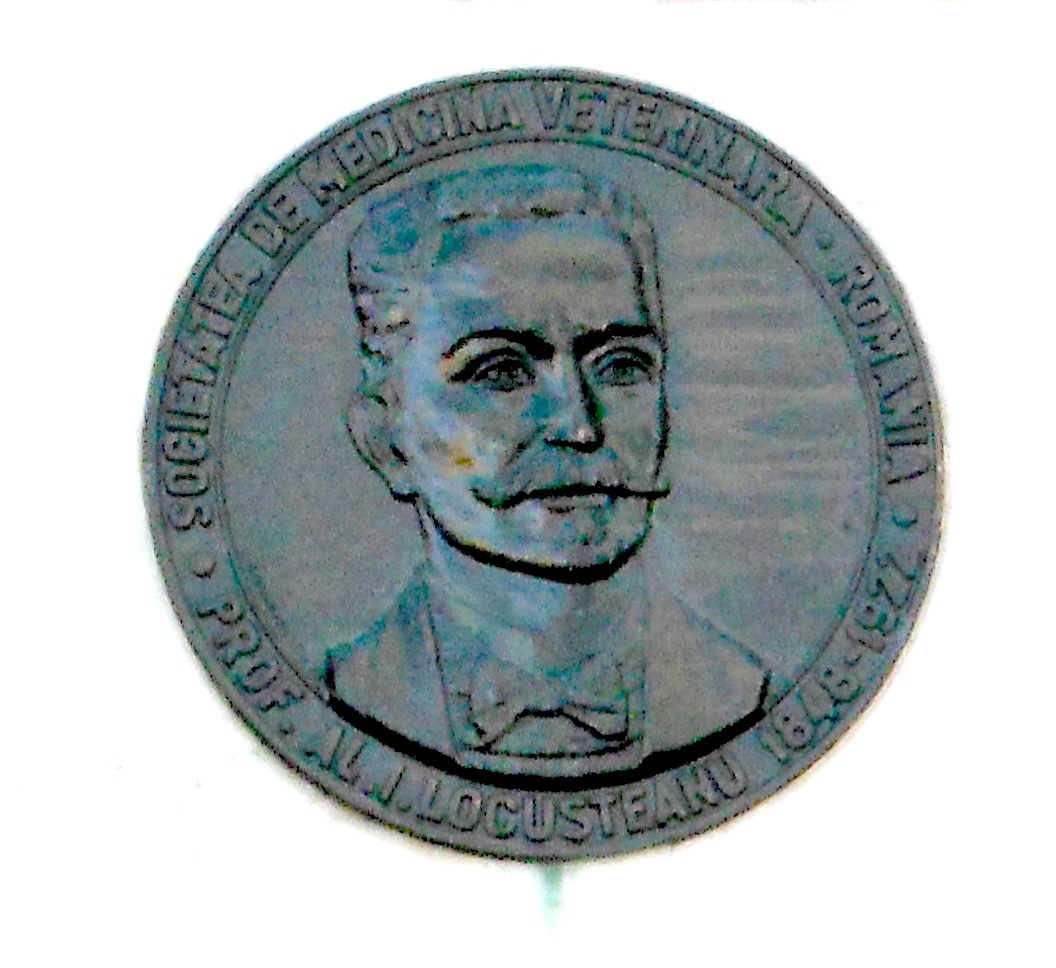
Efigia lui Alexandru Locusteanu aplicată pe o placă memorială amplasată în curtea Universității de Științe Agronomice și Medicină Veterinară din București

| prof. AL. LOCUSTEANU 1848-1922 CTITOR AL MEDICINEI VETERINARE ROMÂNEȘTI OMAGIU și RECUNOȘTINȚĂ ASOCIAȚIA MEDICILOR VETERINARI DIN ROMÂNIA |